# Remus Vlad
Remus Vlad (* 19. Januar 1946 in Cinciș-Cerna) ist ein ehemaliger rumänischer Fußballspieler und -trainer. Er bestritt insgesamt 219 Spiele in der höchsten rumänischen Fußballliga, der Divizia A, und war dort in insgesamt 367 Spielen als Trainer tätig.

## Karriere als Spieler
Vlad begann mit dem Fußballspielen bei Corvinul Hunedoara und kam im Jahr 1967 in den Kader der ersten Mannschaft, die seinerzeit in der zweithöchsten rumänischen Spielklasse, der Divizia B, vertreten war. Nach einem Jahr erhielt er die Gelegenheit, zum FC Argeș Pitești ins Oberhaus zu wechseln. Dort sicherte er sich bereits in seiner ersten Spielzeit einen Stammplatz erkämpfen. Nachdem der Klub sich zunächst nur im unteren Mittelfeld der Liga platzieren konnte, stieg der Verein zu Beginn der 1970er-Jahre in die Spitzengruppe der Divizia A auf. Am Ende der Saison 1971/72 konnte Vlad die Meisterschaft gewinnen. Im anschließenden Europapokal der Landesmeister erreichte der das Achtelfinale, schied dort aber gegen Real Madrid aus.
Nach sechs Jahren in Pitești verließ Vlad den Verein und wechselte zurück zu seinem Heimatverein Corvinul Hunedoara in die Divizia B. Nach zwei Jahren gelang ihm mit Corvinul der Aufstieg gefolgt vom Klassenerhalt am Ende der Saison 1976/77. Nachdem er in der folgenden Spielzeit seinen Stammplatz verloren hatte, beendete er im Jahr 1978 seine Karriere.

## Nationalmannschaft
Remus Vlad bestritt sechs Spiele für die rumänische Fußballnationalmannschaft. Er debütierte am 18. April 1971 gegen Albanien. Er wurde in den nachfolgenden Spielen aber kaum berücksichtigt. Seinen letzten Einsatz hatte er am 18. April 1973 gegen die Sowjetunion, als er zur zweiten Halbzeit für Nicolae Pescaru eingewechselt wurde.

## Karriere als Trainer
Nach dem Ende seiner aktiven Laufbahn arbeitete Vlad als Fußballtrainer. Seine erste Station war sein Heimatverein Corvinul Hunedoara, wo er zu Beginn der Saison 1982/83 als Nachfolger des zum Nationaltrainer beförderten Mircea Lucescu zum Cheftrainer bestellt wurde. Dort konnte er an die Erfolge seines Vorgängers nicht anknüpfen, so dass der Verein ihn wenige Spieltage vor Saisonende durch Florea Dumitrache ersetzte.
Anschließend übernahm Vlad Universitatea Cluj in der Divizia B, mit dem ihm im Jahr 1985 der Aufstieg in die Divizia A gelang. In den nächsten Jahren gelang es ihm, sich mit seiner Mannschaft im Mittelfeld der Liga zu platzieren, ehe sich die Wege im Dezember 1988 trennten. Einige Zeit darauf heuerte er bei Gloria Bistrița an, mit dem er im Jahr 1990 ebenfalls in die Divizia A aufsteigen konnte. Schon ein Jahr später führte der den Aufsteiger auf den fünften Platz. Nach einem Mittelfeldplatz 1991/92 kehrte er zu „U Cluj“ zurück, wo ihm in der Saison 1992/93 ebenfalls eine Mittelfeldplatzierung gelang. Nach einem schlechten Start in die folgende Spielzeit wurde er im Oktober 1993 entlassen.
Im Frühjahr 1994 war Vlad für kurze Zeit erneut Trainer von Corvinul Hunedoara. Anschließend wurde er als Nachfolger von Constantin Cârstea wieder Trainer von Gloria Bistrița, ehe er von seinem Vorgänger abgelöst wurde. Anfang 1995 verpflichtete ihn der rumänische Spitzenklub Dinamo Bukarest als Nachfolger von Ion Moldovan. Er konnte sich mit seinem neuen Verein als Drittplatzierter für den UEFA-Pokal qualifizieren, wo ihn bereits in der Vorrunde mit seinem Team das Aus ereilte. Im Oktober 1995 wurde er schließlich entlassen.
Im April 1996 kehrte Vlad erneut zu Gloria Bistrița zurück, wo er bereits im Pokalfinale 1996 auf der Bank saß, dort aber Steaua Bukarest mit 1:3 unterlag. Nach einem Fehlstart in die Saison 1996/97 wurde er Anfang Oktober 1997 wieder entlassen. Von 1997 bis 1998 war Vlad Präsident von Universitatea Cluj und in der Saison 1999/2000 trainierte er Olimpia Satu Mare in der Divizia B. 2000 kehrte er als Trainer zu Corvinul Hunedoara zurück, beendete 2001 sein Engagement jedoch vor dem Saisonende.
Nach einer einjährigen Pause wurde Vlad zu Beginn der Saison 2002/03 ein letztes Mal Cheftrainer von Gloria Bistrița. Im Jahr 2003 gelang ihm mit dem dritten Platz die beste Platzierung der Vereinsgeschichte und die damit verbundene Qualifikation zum UI-Cup. Nach Platz 12 am Ende der folgenden Spielzeit beendete er im Jahr 2004 seine Karriere und ist seitdem Sportdirektor des Klubs.

## Erfolge

### Als Spieler
- Rumänischer Meister: 1972

### Als Trainer
- Rumänischer Pokalfinalist: 1996
- Qualifikation zum UEFA-Pokal: 1995
- Qualifikation zum UI-Cup: 2003
- Aufstieg in die Divizia A: 1985, 1990